# Малошивка
Малошивка (пол. Małoszywka) — село в Польщі, у гміні Бодзанув Плоцького повіту Мазовецького воєводства.
Населення — 56 осіб (2011).
У 1975-1998 роках село належало до Плоцького воєводства.

## Демографія
Демографічна структура станом на 31 березня 2011 року:
|          | Загалом | Допрацездатний вік | Працездатний вік | Постпрацездатний вік |
| -------- | ------- | ------------------ | ---------------- | -------------------- |
| Чоловіки | 34      | 4                  | 20               | 10                   |
| Жінки    | 22      | 0                  | 12               | 10                   |
| Разом    | 56      | 4                  | 32               | 20                   |